# Úrsulo Galván, Las Choapas
Úrsulo Galván är en ort i Mexiko.   Den ligger i kommunen Las Choapas och delstaten Veracruz, i den sydöstra delen av landet, 600 km öster om huvudstaden Mexico City. Úrsulo Galván ligger 30 meter över havet och antalet invånare är 152.
Terrängen runt Úrsulo Galván är huvudsakligen platt, men åt sydost är den kuperad. Runt Úrsulo Galván är det ganska glesbefolkat, med 29 invånare per kvadratkilometer. Närmaste större samhälle är Nueva Tabasqueña, 9,4 km söder om Úrsulo Galván. Omgivningarna runt Úrsulo Galván är en mosaik av jordbruksmark och naturlig växtlighet.